# Olimpija Lublana (koszykówka)
KK Olimpija Lublana – słoweński zawodowy klub koszykarski z siedzibą w Lublanie.
Do najbardziej znanych zawodników, którzy przywydziewali barwy tego klubu, należą: Ivo Daneu, Jaka Daneu, Jure Zdovc, Sani Bečirovič, Marko Milič, Boštjan Nachbar, Radoslav Nesterović, Primož Brezec, Marko Tušek, Beno Udrih, Goran Dragić, Gregor Fučka, Slobodan Subotić, Radisav Čurčić, Šarūnas Jasikevičius, Vlado Ilievski, Jotam Halperin, Jiří Welsch, Wladimer Stepania, Ariel McDonald, Wladimer Boisa, Emilio Kovačić, Jasmin Hukić, Ender Arslan, Soumalia Samake, Walter Berry, Roberts Štelmahers, Mindaugas Žukauskas, Marjan Kraljević, Jurica Golemać i Teemu Raannikko.
Zawodnikiem tego klubu był także polski zawodnik Paweł Kikowski.
Trenerami byli m.in. Jure Zdovc, Zmago Sagadin.